# Allgemeiner Rabbiner-Verband in Deutschland
Der Allgemeine Rabbiner-Verband in Deutschland war einer der Dachverbände der Rabbiner in Deutschland. Er bestand von 1884 (zunächst als Verband der Rabbiner Deutschlands) bis 1938.

## Geschichte
1884 wurde auf Initiative nicht-orthodoxer Rabbiner der Verband der Rabbiner Deutschlands als Berufsverband von Gemeinderabbinern gegründet. 1896 wurde er in Allgemeiner Rabbiner-Verband in Deutschland (ADR) umbenannt. Die Namensänderung sollte verdeutlichen, dass er Rabbinern aller Richtungen offenstand. Um die „religiöse Neutralität“ zu wahren, wurde die Erörterung halachischer Fragen in den Verbandsgremien per Statut ausgeschlossen. Es war jedoch gerade dieser Versuch der Zusammenfassung in einem Gesamtverband, der als Reaktion darauf zu konkurrierenden Gründungen führte:
- 1897 entstand zunächst die Vereinigung traditionell-gesetzestreuer Rabbiner Deutschlands.[2] Sie  gestattete ihren Mitgliedern allerdings die gleichzeitige Mitgliedschaft auch im Allgemeinen Rabbiner-Verband.[3]
- Die liberalen Rabbiner wiederum gründeten 1898 die Vereinigung der liberalen Rabbiner Deutschlands.[4]
- An der grundsätzlichen Offenheit der Vereinigung traditionell-gesetzestreuer Rabbiner Deutschlands gegenüber dem ADR nahmen einige orthodoxe Rabbiner Anstoß. Sie gründeten deshalb als zweiten Verband orthodoxer deutscher Rabbiner 1907 den Orthodoxen Rabbinerverband, der jegliche Zusammenarbeit mit dem Allgemeinen Rabbiner-Verband ablehnte.[5]

Der ADR hatte um 1930 ungefähr 180 Mitglieder. Rabbiner Leo Baeck führte seit 1922 den Vorsitz. Wie fast alle jüdischen Organisationen wurde der Verband nach dem Novemberpogrom 1938 aufgelöst.

## Zweck des Verbandes
Als Zweck des Verbandes bestimmte die Satzung die „Hebung des religiösen Sinnes und Lebens in der Judenheit, Wahrung der Ehre des Judentums und der Würde und des Ansehens des Rabbinerstandes, Förderung der Mitglieder in wissenschaftlicher und amtlicher Tätigkeit“.